# Mobile (Alabama)
Mobile (en inglés:  [ moʊ ˈbiːl ]) o Mauvila (nombre histórico en español) es una ciudad del sur de Alabama, Estados Unidos, situada en el golfo de México, en la bahía de Mobile, en la desembocadura del río homónimo; es el único puerto marítimo de Alabama, y uno de los más activos de Estados Unidos, importante para el comercio con América del Sur. Es además un centro industrial que cuenta con astilleros, petroquímica, textil, papelera, alimentaria y mercado de algodón.
La población dentro de los límites de la ciudad era de 195 111 habitantes en el censo de 2010.
Es el municipio más grande en la costa del Golfo entre Nueva Orleáns, Luisiana y St. Petersburg, Florida.
Es la cabecera municipal del Área Estadística Metropolitana de Mobile, una región de 412 992 habitantes que se compone exclusivamente de condado de Mobile y es el tercer centro metropolitano estadístico más grande en el estado.
Está incluido en el área estadística combinada de Mobile, Daphne y Fairhope. El área estadística combinada tiene una población total de 591 599 habitantes y es la segunda más grande en el estado.
Mobile fue la primera capital colonial de la Luisiana francesa en 1702. La ciudad obtuvo su nombre de la tribu nativa americana Mobila que los colonos franceses encontraron en el área de la bahía de Mobile.
La ciudad por primera vez fue parte de los Estados Unidos en 1810 con la anexión de Florida Occidental bajo la presidencia de James Madison. Dejó la unión en 1861 y se unió junto a Alabama a los Estados Confederados de América, que se desintegraron en 1865.
El puerto de Mobile siempre ha desempeñado un papel clave en la economía de la ciudad, comenzando como un centro comercial entre los franceses y los nativos americanos, hasta su puesto actual como el noveno puerto más grande en los Estados Unidos.
Mobile es conocida por tener las más antiguas celebraciones de carnaval organizadas en los Estados Unidos, que datan del siglo XVIII en su período colonial temprano.

## Historia

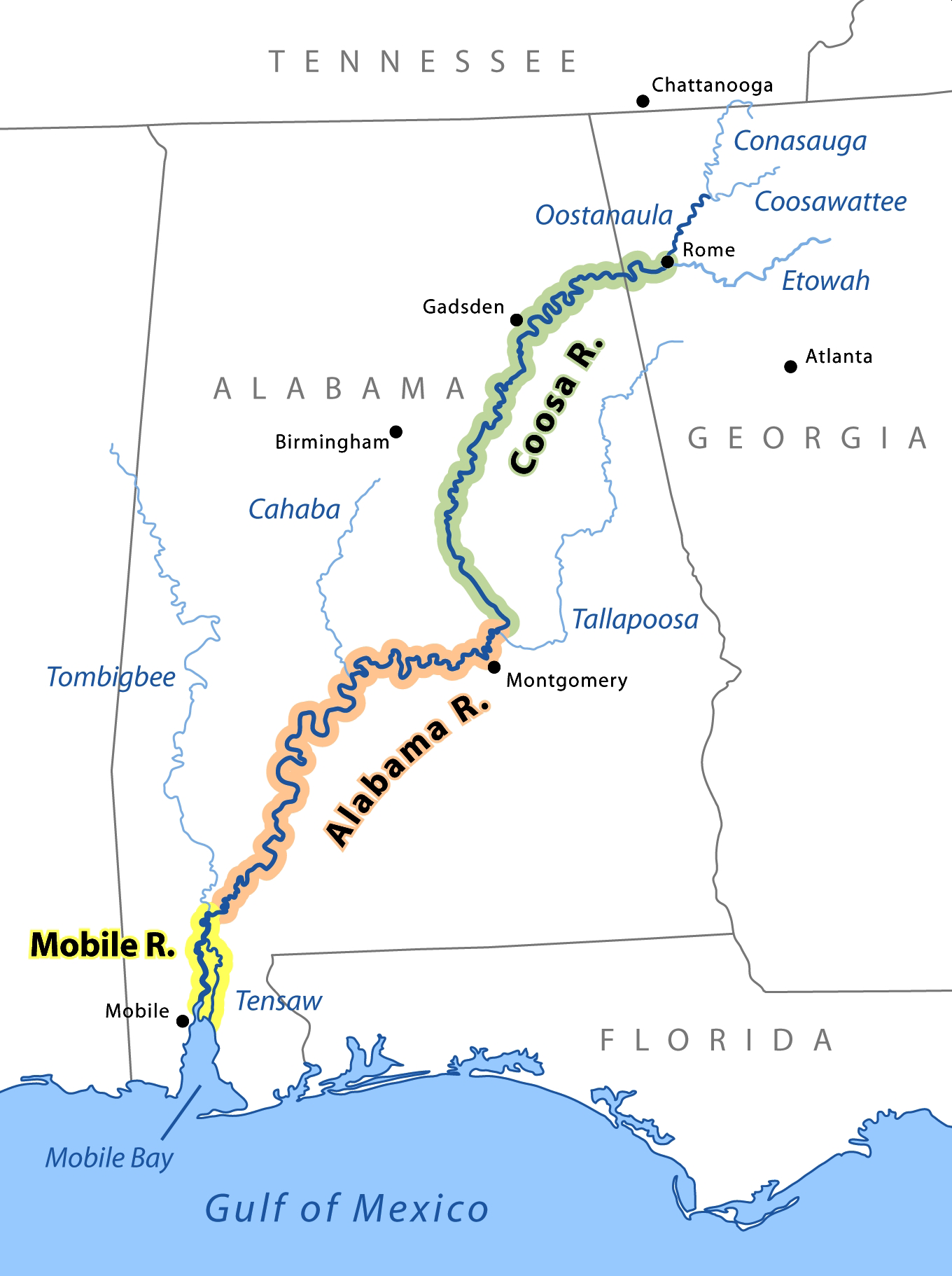
Mapa de los ríos Mobile, Alabama y Coosa, donde aparece Mobile en la desembocadura, junto a la bahía homónima y el golfo de México

### Período colonial
La colonización europea de la zona comenzó en 1702, con el asentamiento entonces conocido como Fort Louis de la Louisiane situado en el río Mobile y que se convirtió en la primera capital de la colonia francesa de la Luisiana francesa. Fue fundada por los hermanos franco-canadienses Pierre Le Moyne d'Iberville y Jean-Baptiste Le Moyne de Bienville para tener así control sobre las reclamaciones francesas. El segundo de estos había sido elegido gobernador de la Luisiana francesa en 1701. El 20 de julio de 1703 se estableció la parroquia católica por Jean-Baptiste de La Croix de Chevrières de Saint-Vallier, entonces obispo de Quebec. Esta parroquia fue la primera que se estableció en la zona estadounidense del Golfo de México.
En 1704 arribó a la colonia el buque francés Pélican, que desembarcó en la misma a 23 mujeres francesas que habían contraído la fiebre amarilla en una parada anterior en La Habana; aunque la mayoría se recuperaron infectaron a muchos de los colonos y nativos que vivían allí y provocaron su muerte. En este barco también desembarcaron algunos de los primeros esclavos procedentes de la colonia de Saint-Domingue. La población del asentamiento alcanzó 279 personas en 1708, pero debido a este desastre descendió hasta 178 un par de años después.

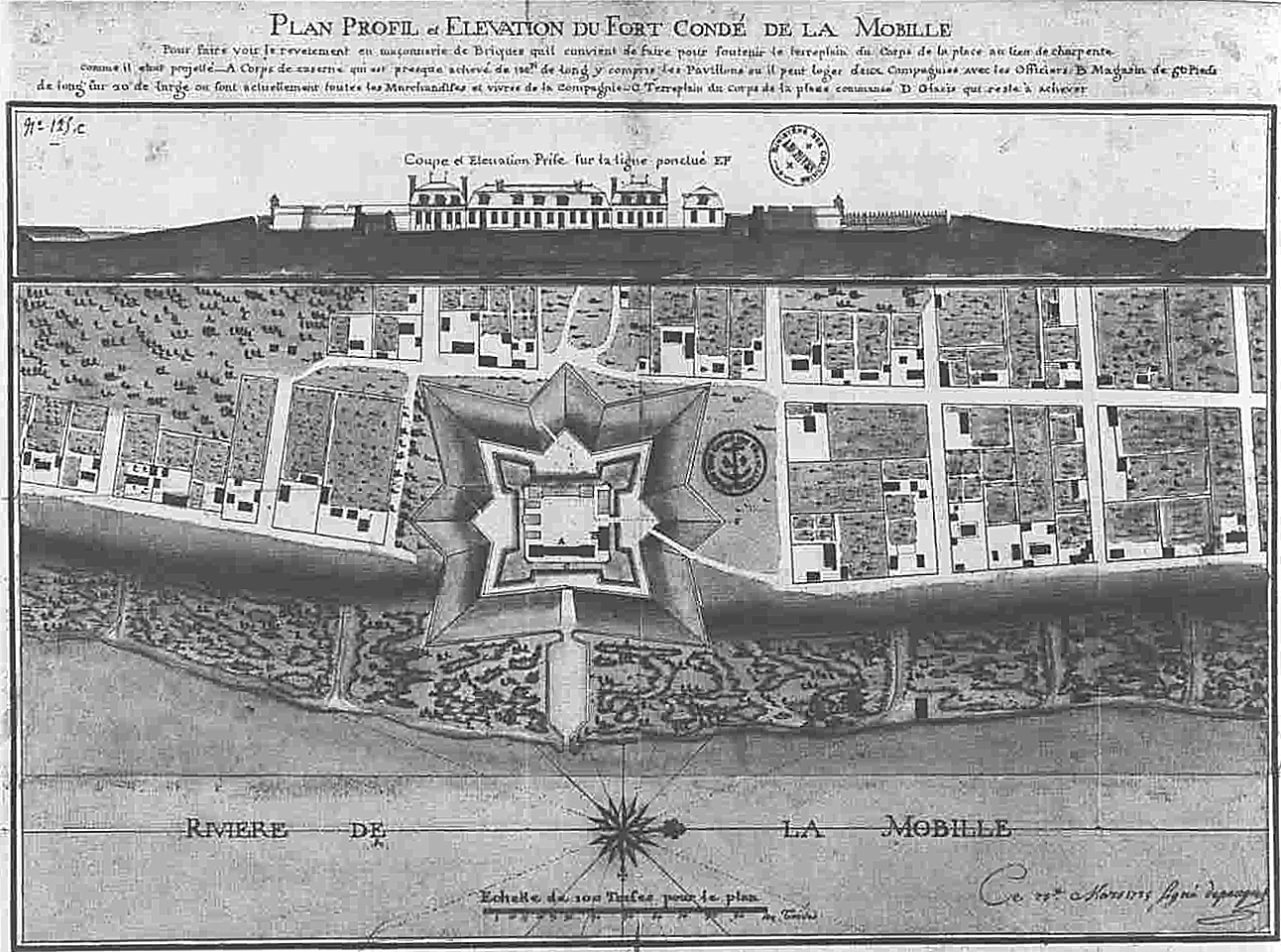
Mobile y Fort Condé en 1725.

Esta serie de enfermedades así como una inundación bastante considerable hizo que en 1711 se tomara la decisión de trasladar la ciudad unas millas río abajo, hasta su actual emplazamiento en la confluencia del río Mobile con la Bahía de Mobile. Se construyó en el nuevo terreno una nueva empalizada.
En 1712, cuando Antoine Crozat asumió la administración de la colonia por designación real, la ciudad contaba con una población de 400 personas. La capital de Luisiana se trasladó a Biloxi en 1720, dejando en Mobile el papel militar y de centro comercial. En 1723 se inició la construcción de una nueva fortaleza de ladrillo con una base de piedra y el asentamiento fue renombrado como Fort Condé en honor de Luis Enrique de Borbón-Condé, duque de Borbón y Príncipe de Condé.
Tras el tratado de París de 1763, se puso fin a la guerra franco-india y Mobile pasó al control británico, convirtiéndose en una parte de la colonia de Florida Occidental. Los británicos cambiaron su nombre a Fort Charlotte en honor a Carlota de Mecklemburgo-Strelitz, reina consorte con Jorge III del Reino Unido.
Los británicos no estaban dispuestos a perder habitantes por lo que dieron inicio a la tolerancia religiosa, fruto de la cual 112 franceses permanecieron en la colonia, además como resultado de ésta a partir de 1763 se inició una presencia judía constante. A los judíos no se les había permitido residir antes debido al Code Noir de Luisiana, decreto aprobado por Luis XIV de Francia en 1685 prohibiendo cualquier religión que no fuera la católica. La mayoría de estos judíos eran mercaderes o comerciantes lo que ayudó a un despegue económico de Mobile. En 1766, la población del asentamiento se estimaba en 860 personas, pese a que los límites del mismo eran más pequeños que durante el período colonial francés. Durante la guerra de Independencia de los Estados Unidos tanto el asentamiento de Mobile como la colonia de Florida Occidental se convirtieron en refugio para los lealistas que huían de otras colonias.
Mientras los británicos trataban de hacer frente a los colonos rebeldes a lo largo de la costa del Océano Atlántico, España entró en la guerra, como aliada de Francia en 1779 y de este modo el malagueño Bernardo de Gálvez y Madrid, gobernador de Luisiana, aprovechó la ocasión para ordenar una expedición hacia el este con el objetivo de retomar Florida Occidental y capturó de esta forma Mobile, durante la batalla del Fuerte Charlotte en 1780. De este modo pretendían eliminar cualquier amenaza británica sobre la colonia de Luisiana española, que había recibido de Francia en 1763, con el mencionado tratado de París. Estas acciones fueron favorecidas por los rebeldes, como demuestra la presencia de Oliver Pollack, miembro del Congreso; esto fue causado en su mayor parte porque la Florida Occidental se mantuvo leal a la Corona británica. El fuerte fue renombrado como Fortaleza Carlota e incorporado a los territorios españoles hasta 1813, cuando fue capturado por el general estadounidense James Wilkinson, con motivo de la guerra anglo-estadounidense de 1812.

### SigloXIX

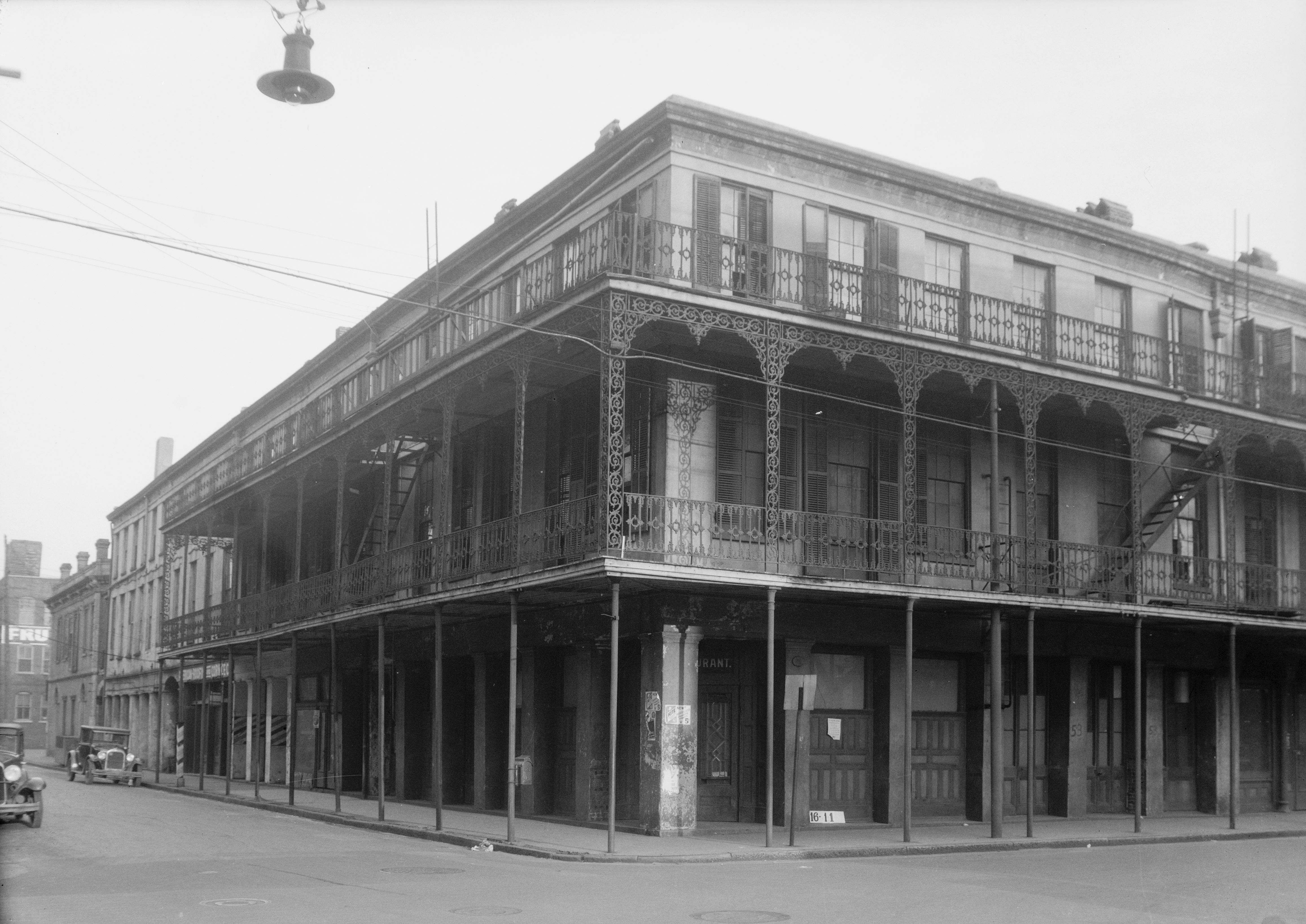
Imagen del Servicio de Edificios Históricos de Estados Unidos del Southern Hotel, en Water Street, 1837.

En 1813, cuando la ciudad fue incluida en el Territorio de Misisipi la población se había reducido a una cantidad cercana a las 300 personas. Posteriormente, en 1817, fue incluida en el Territorio de Alabama cuando este formaba parte del nuevo estado de Misisipi y hasta que en 1819 se creó el estado de Alabama. Para esta época la población había aumentado ya a 809 personas.
Debido a la gran situación de la ciudad en la confluencia del río y la bahía el comercio sufrió un desarrollo considerable, además las tierras fértiles para la agricultura permitieron el desarrollo de cultivos que atrajeron un número cada vez mayor de pobladores al sitio, de este modo en 1822 se contaba con una población de 2800 personas.
A partir de la década de 1830, Mobile se convirtió en una ciudad comercial con un enfoque principal en el comercio del algodón. Un gran boom de la construcción se puso en marcha a mediados de dicha década, con la construcción de algunas de las estructuras más elaboradas que la ciudad jamás había visto hasta ese momento. Esto se vio interrumpido en parte por el Pánico de 1837 y las epidemias de fiebre amarilla. La línea de costa se fue desarrollado con muelles, instalaciones de terminales y almacenes de ladrillo más resistentes al fuego. Las exportaciones de algodón crecieron en proporción a las cantidades que se producían en el Cinturón negro y en 1840 la ciudad fue el segundo lugar en nivel de exportaciones en el país, solo por detrás de Nueva Orleáns.

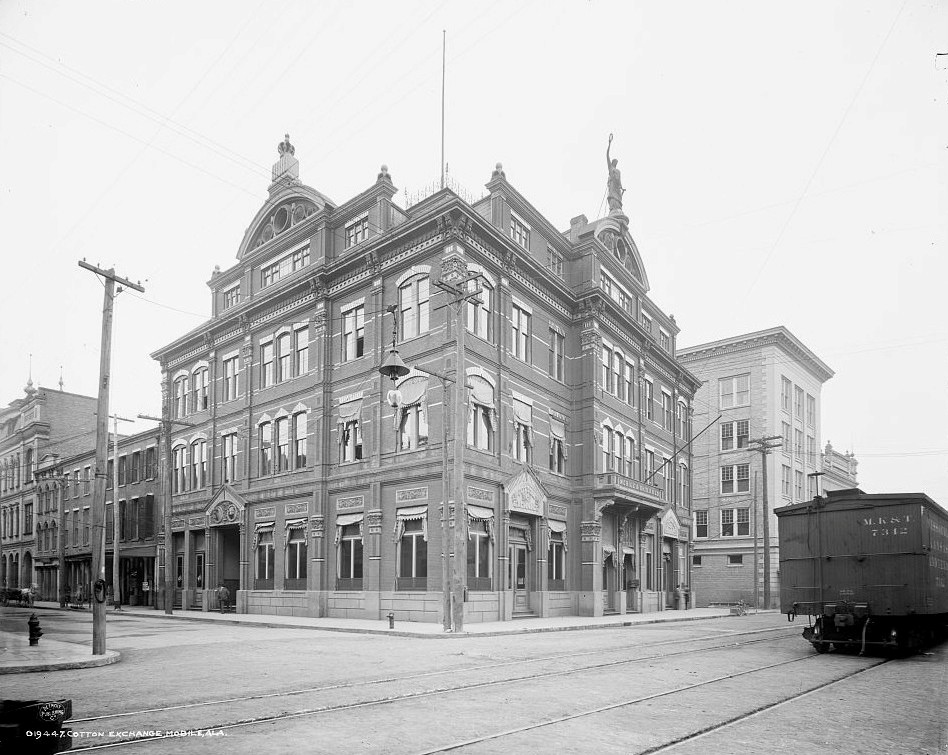
Centro de comercio de algodón, finalizado en 1886.

Con la economía tan concentrada en un solo cultivo, la fortuna de Mobile estaba atada siempre a la de algodón, por lo que la ciudad fue sufriendo diversas crisis financieras. A pesar de que la población esclava de la ciudad era relativamente pequeña en comparación con las zonas de plantaciones del interior, ésta era el centro del comercio de esclavos del estado hasta que fue sobrepasada por Montgomery en 1850. En 1853, había en torno a cincuenta familias judías residiendo en la zona, incluyendo a Philip Phillips, un abogado que fue elegido a la Legislatura de Alabama y luego al Congreso de los Estados Unidos. En 1860 la población dentro de los límites de la ciudad había llegado a 29 258 personas, por lo que era la vigesimoséptima ciudad más grande de los Estados Unidos y la cuarta mayor en lo que luego serían los Estados Confederados de América. La población en todo el condado de Mobile, incluyendo la ciudad, se componía de 29 754 ciudadanos, de los cuales sólo 1195 eran negros. Además, los 1785 propietarios de esclavos poseían un total de 11 376 esclavos, haciendo así una población total de 41 130 personas.
Durante la guerra de Secesión, Mobile fue una ciudad confederada. El primer submarino que logró hundir un barco enemigo con éxito, el H. L. Hunley, fue construido en la ciudad. Una de las contiendas navales más famosas de la guerra fue la batalla de la bahía de Mobile que dio lugar a la toma de la bahía de Mobile por parte de la Unión el 5 de agosto de 1864. El 12 de abril de 1865, tres días después de la rendición de Robert E. Lee, la ciudad de Mobile se rindió al Ejército de la Unión, para evitar la destrucción después de las victorias de la unión en la batalla de Fort Blakely y la batalla del fuerte Español.
El 25 de mayo de 1865, la ciudad sufrió una gran pérdida cuando unas trescientas personas murieron como consecuencia de una explosión en un depósito federal de municiones situado sobre Beauregard Street. La explosión dejó un profundo agujero de 30 pies (9 m) en la ubicación del almacén, así como barcos hundidos que estaban atracados en el río Mobile y el fuego resultante destruyó la parte norte de la ciudad.
La reconstrucción comenzó en la ciudad después de la guerra y llegó a su fin en 1874, cuando los demócratas locales obtuvieron el control del gobierno de la ciudad. El último cuarto del siglo XIX fue una época de depresión económica e insolvencia municipal. Un ejemplo puede ser proporcionado por el valor de las exportaciones durante este período, el valor de las mismas cayó de 9 millones de dólares en 1878 a 3 millones en 1882.

### SigloXX

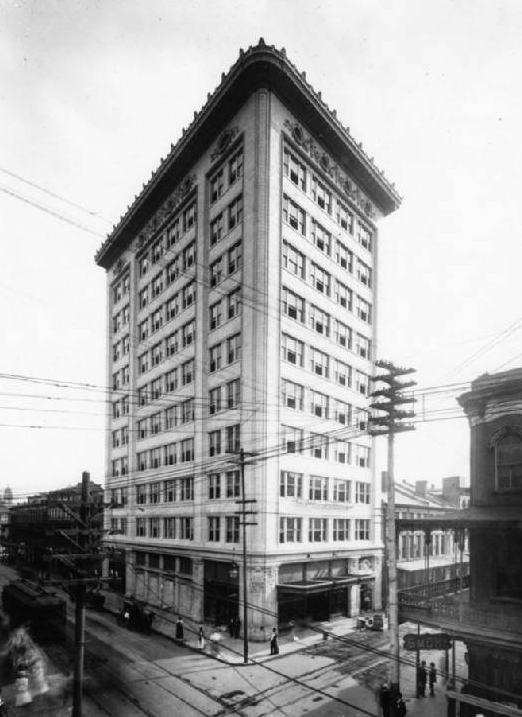
Edificio Van Antwerp, completado en 1907.

El inicio del siglo XX trajo consigo la Era Progresista a la ciudad, y con ello la estructura económica evolucionó, lo que produjo un aumento significativo de la población. La población aumentó de unos 40 000 habitantes en 1900 a 60 000 en 1920. Durante este tiempo la ciudad recibió 3 millones de dólares en fondos federales para mejoras portuarias con los que se profundizaron los canales de navegación en el puerto. Durante y después de la Primera Guerra Mundial, la industria manufacturera se convirtió el algo cada vez más importante para la salud económica de Mobile, con la producción de la construcción naval y el acero como dos de los productos más importantes.
Sin embargo, durante este tiempo, la justicia social y la racial empeoró. En 1902, el gobierno de la ciudad aprobó la primera ordenanza de segregación racial, por la que los tranvías de la ciudad quedaban prohibidos a los afroamericanos, legislándose así lo que había sido una práctica informal, impuesta por convención. La población afroamericana respondió con un boicot de dos meses, pero la ley no fue derogada. Después de esto, la segregación de facto fue reemplazada cada vez más con la segregación legislada que los blancos impusieron mediante el Jim Crow.
La hormiga roja de fuego fue introducida por primera vez a los Estados Unidos a través del puerto de Mobile. En algún momento a finales de 1930 llegó a la costa procedente de los buques de carga de América del Sur, y se desarrolló en el terreno usando los lastres de los barcos.
La Segunda Guerra Mundial dio lugar a un enorme esfuerzo militar que provocó un aumento considerable de la población en la localidad, en gran parte debido a la llegada masiva de trabajadores para los astilleros y para la Base aérea militar de Brookley. Entre 1940 y 1943, más de 89 000 personas se trasladaron a la ciudad a trabajar para las industrias de guerra. Mobile fue una de las dieciocho ciudades estadounidenses productoras de barcos Clase Liberty. Dicha construcción naval apoyó el esfuerzo de guerra mediante la producción de buques más rápido de lo que las potencias del Eje podían hundirlos. Gulf Shipbuilding Corporation, una subsidiaria de Waterman Steamship Corporation, se centró en la construcción de cargueros, destructores Clase Fletcher y dragaminas.

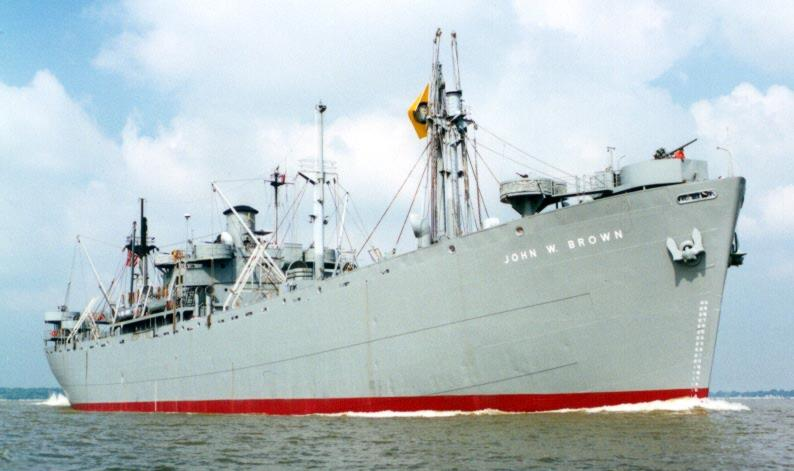
El SS John W Brown, un Clase Liberty construido en Mobile durante la Segunda Guerra Mundial.

Los años posteriores a la Segunda Guerra Mundial trajeron consigo nuevos cambios en la estructura social y económica de la ciudad, como la sustitución de la construcción naval como fuerza económica primaria, lo que hizo que la industria química y del papel comenzase a expandirse, además la mayoría de las bases militares antiguas fueron reconvertidas a usos civiles. Después de la guerra, los afroamericanos intensificaron sus esfuerzos para lograr la igualdad de derechos y la justicia social. La policía local y la de la Spring Hill College se integraron en la década de 1950 y los autobuses y los contadores del almuerzo fueron desglosados de forma voluntaria en los años 1960.
En 1963 tres estudiantes afroamericanos presentaron una demanda contra la Junta Escolar del Condado de Mobile por ser negada su admisión al Murphy High School. El tribunal ordenó que los tres estudiantes fueran admitidos para el año escolar 1964, lo que inicia la desegregación del sistema en el condado. El Movimiento por los Derechos Civiles condujo al fin de la segregación racial legal con la aprobación de la Ley de Derechos Civiles de 1964.
La economía local recibió un duro golpe en 1969 con el cierre de la Base aérea militar de Brookley. El cierre dejó al 10 % de la población activa sin empleo. Este y otros factores marcaron el comienzo de un período de depresión económica que duró hasta la década de 1970.
La legislatura de Alabama había aprobado la Ley de Cater en 1949 que permitía a las ciudades y condados crear consejos de desarrollo industrial (BID) para emitir bonos municipales como incentivos para atraer nuevas industrias en sus áreas locales. La ciudad de Mobile no estableció una junta sobre esta ley hasta 1962. George E. McNally, primer alcalde republicano desde la Reconstrucción, fue el principal impulsor de su creación. La Cámara existente en el Área de Comercio, considerada mejor calificada para atraer nuevas empresas e industria en la zona, vio el BID como un nuevo rival serio. Después de varios años de disputas políticas, la Cámara de Comercio obtendría la victoria. Si bien el BID llevó a la Cámara de Comercio a ser más proactivos en la atracción de nuevas industrias, la cámara prácticamente cerró al gobierno de la ciudad la toma de decisiones de desarrollo económico.
A principios de la década de 1980, el recién electo alcalde Mike Dow y el ayuntamiento iniciaron un esfuerzo denominado String of Pearls Initiative para convertir Mobile en una ciudad más competitiva. La ciudad inició la construcción de numerosas instalaciones y proyectos nuevos, así como la restauración de cientos de edificios y hogares del centro histórico. El crimen se redujo, y los líderes de la ciudad y del condado lograron atraer nuevos negocios a la zona.

## Geografía y clima

### Geografía
Se ubica a 30°40'46" norte, 88°6'12" oeste (30.679523, −88.103280), en el sudoeste del estado estadounidense de Alabama. De acuerdo con la Oficina del Censo de los Estados Unidos, la ciudad tiene un área total de 159,4 millas cuadradas (412,8 km²), con 117,9 millas cuadradas (305,4 km²) de tierra, y 41,5 millas cuadradas (107,5 km²), o 26,1 % del total, siendo agua. La elevación en Mobile varía de 10 pies (3 m) en Water St. a 211 pies (64 m) en el Aeropuerto Regional de Mobile.

### Barrios
La ciudad se divide en los siguientes barrios o vecindarios:
Ashland Place
Campground
Church Street East
De Tonti Square
Leinkauf
Lower Dauphin Street
Midtown
Oakleigh Garden
Old Dauphin Way
Spring Hill

### Clima

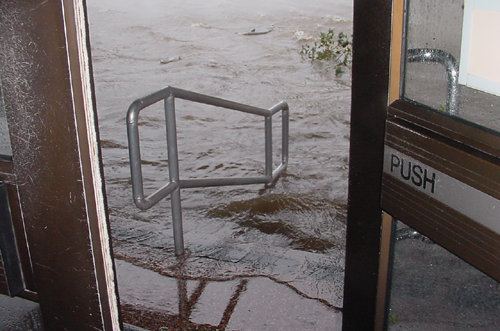
Inundaciones en el juzgado federal en Saint Joseph Street, a tres cuadras de la playa, durante el huracán Katrina en 2005.

Su ubicación geográfica en el entorno del Golfo de México, le provee un suave clima subtropical húmedo (Köppen Cfa), con veranos muy cálidos y húmedos e inviernos suaves y pluviosos.
Un estudio realizado en 2007 por WeatherBill determinó que esta ciudad es la más lluviosa de los 48 estados contiguos de los Estados Unidos, con una precipitación promedio de 66,3 pulgadas (1,7 m) en un período de 30 años. Mobile promedia 117 días al año con al menos 0,01 pulgadas (0,25 mm) de lluvia. Las nevadas son raras: la última nevada ocurrió el 12 de febrero de 2010.
La ciudad es ocasionalmente afectada por ciclones tropicales; la tormenta de este tipo que más daños causó acaeció en la noche del 12 de septiembre de 1979, fue el Huracán Frederic, de categoría 3, que a su paso por le centro de la ciudad provocó enormes daños, tanto en Mobile como en zonas aledañas. Mobile tuvo daños moderados con el Huracán Opal el 4 de octubre de 1995 y el Huracán Iván el 16 de septiembre de 2004. Mobile sufrió daños de millones de dólares en daños por el Huracán Katrina el 29 de agosto de 2005. Una marejada de 11,45 pies (3,49 m), provocaron daños en la parte oriental de Mobile y grandes inundaciones en el centro, en Battleship Parkway, y en Jubilee Parkway, destruyendo las señales inteligentes de límites de velocidad.

#### Valores normales y extremos
La temperatura mínima absoluta es −1 °F (−18 °C), registro establecido el 13 de febrero de 1899; mientras que la temperatura máxima absoluta fue de 105 grados Fahrenheit (41 °C), establecida el 29 de agosto de 2000.
| Parámetros climáticos promedio de Mobile, Alabama (Aeropuerto Regional de Mobile, normales 1991–2020, extremos 1872–presente) | Parámetros climáticos promedio de Mobile, Alabama (Aeropuerto Regional de Mobile, normales 1991–2020, extremos 1872–presente) | Parámetros climáticos promedio de Mobile, Alabama (Aeropuerto Regional de Mobile, normales 1991–2020, extremos 1872–presente) | Parámetros climáticos promedio de Mobile, Alabama (Aeropuerto Regional de Mobile, normales 1991–2020, extremos 1872–presente) | Parámetros climáticos promedio de Mobile, Alabama (Aeropuerto Regional de Mobile, normales 1991–2020, extremos 1872–presente) | Parámetros climáticos promedio de Mobile, Alabama (Aeropuerto Regional de Mobile, normales 1991–2020, extremos 1872–presente) | Parámetros climáticos promedio de Mobile, Alabama (Aeropuerto Regional de Mobile, normales 1991–2020, extremos 1872–presente) | Parámetros climáticos promedio de Mobile, Alabama (Aeropuerto Regional de Mobile, normales 1991–2020, extremos 1872–presente) | Parámetros climáticos promedio de Mobile, Alabama (Aeropuerto Regional de Mobile, normales 1991–2020, extremos 1872–presente) | Parámetros climáticos promedio de Mobile, Alabama (Aeropuerto Regional de Mobile, normales 1991–2020, extremos 1872–presente) | Parámetros climáticos promedio de Mobile, Alabama (Aeropuerto Regional de Mobile, normales 1991–2020, extremos 1872–presente) | Parámetros climáticos promedio de Mobile, Alabama (Aeropuerto Regional de Mobile, normales 1991–2020, extremos 1872–presente) | Parámetros climáticos promedio de Mobile, Alabama (Aeropuerto Regional de Mobile, normales 1991–2020, extremos 1872–presente) | Parámetros climáticos promedio de Mobile, Alabama (Aeropuerto Regional de Mobile, normales 1991–2020, extremos 1872–presente) |
| Mes | Ene. | Feb. | Mar. | Abr. | May. | Jun. | Jul. | Ago. | Sep. | Oct. | Nov. | Dic. | Anual |
| --- | --- | --- | --- | --- | --- | --- | --- | --- | --- | --- | --- | --- | --- |
| Temp. máx. abs. (°C) | 28.9 | 29.4 | 32.8 | 34.4 | 37.8 | 39.4 | 40 | 40.6 | 39.4 | 36.7 | 31.1 | 29.4 | 40.6 |
| Temp. máx. media (°C) | 16.4 | 18.7 | 22.1 | 25.4 | 29.4 | 31.9 | 32.7 | 32.7 | 30.8 | 26.5 | 21.2 | 17.5 | 25.4 |
| Temp. media (°C) | 10.6 | 12.8 | 16.1 | 19.4 | 23.6 | 26.7 | 27.8 | 27.7 | 25.6 | 20.6 | 14.9 | 11.8 | 19.8 |
| Temp. mín. media (°C) | 4.8 | 6.9 | 10 | 13.3 | 17.7 | 21.6 | 22.8 | 22.7 | 20.4 | 14.6 | 8.7 | 6.1 | 14.1 |
| Temp. mín. abs. (°C) | -16.1 | -18.3 | -6.1 | 0 | 6.1 | 9.4 | 16.7 | 13.9 | 5.6 | -1.1 | -5.6 | -13.3 | -18.3 |
| Precipitación total (mm) | 143.8 | 113.5 | 138.2 | 145 | 136.9 | 166.4 | 195.3 | 174.5 | 134.6 | 100.3 | 116.8 | 138.4 | 1703.8 |
| Nevadas (cm) | 0 | 0 | 0.3 | 0 | 0 | 0 | 0 | 0 | 0 | 0 | 0 | 0.3 | 0.5 |
| Días de precipitaciones (≥ 0.2 mm)                                                                                            | 9.9 | 9.2 | 8.7 | 7.6 | 8.0 | 12.4 | 14.9 | 13.2 | 9.2 | 6.9 | 7.7 | 9.4 | 117.1 |
| Días de nevadas (≥ 0.2 cm) | 0.1 | 0.0 | 0.1 | 0.0 | 0.0 | 0.0 | 0.0 | 0.0 | 0.0 | 0.0 | 0.0 | 0.1 | 0.3 |
| Horas de sol | 158 | 155 | 211 | 255 | 300 | 287 | 246 | 254 | 233 | 254 | 193 | 145 | 2691 |
| Humedad relativa (%) | 74 | 72 | 72 | 71 | 74 | 76 | 78 | 78 | 77 | 73 | 75 | 75 | 75 |
| Fuente n.º 1: NOAA (humedad 1981–2010)                                                                                        | | | | | | | | | | | | | |
| Fuente n.º 2: Danish Meteorological Institute (horas de sol, 1931–1960)                                                       | | | | | | | | | | | | | |

## Cultura
Mobile ha heredado una gran variedad de influencias culturales, con una gran diáspora francesa, española y criolla así como la herencia católica, además de la británica y la africana, lo que la distingue de las demás ciudades del estado de Alabama. La celebración anual del carnaval es tal vez el mejor ejemplo de esto. Mobile es la cuna del Mardi Gras en los Estados Unidos y cuenta con la celebración más antigua del mismo, que data de principios del siglo XIX, durante el período colonial francés. El carnaval en la ciudad ha evolucionado a lo largo de 300 años de tradición católica francesa en una corriente de varias semanas, hasta convertirse en una celebración que abarca todo el espectro de culturas. Los embajadores oficiales culturales de Mobile son los Azalea Trail Maids, en los que se encarnan los ideales de la hospitalidad sureña.

### Carnaval y Mardi Gras

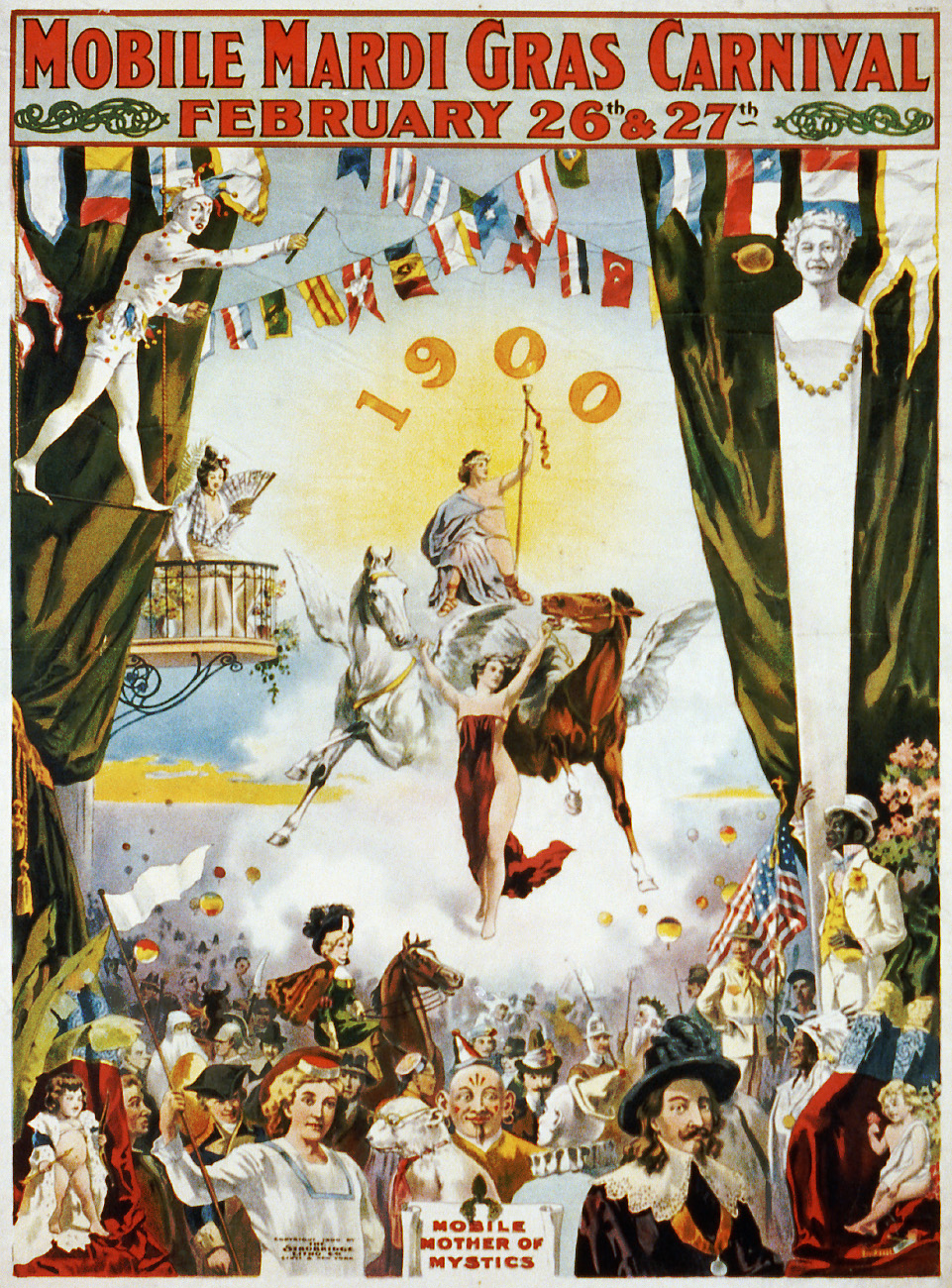
Póster del Mardi Gras de 1900.

Las celebraciones del carnaval en la ciudad comienzan temprano, en noviembre con varios bailes, no obstante los desfiles por lo general comienzan después del 5 de enero. El carnaval termina puntualmente a la medianoche del Mardi Gras, que marca el comienzo del Miércoles de Ceniza y el primer día de la Cuaresma. Usualmente en Mobile, los lugareños utilizan el término Mardi Gras para hacer referencia a la temporada de carnaval completa, aunque literalmente solo hace referencia a un día antes del Miércoles de Ceniza y el comienzo de la Cuaresma. Durante este tiempo, las sociedades místicas de Mobile construyen carrozas y realizan desfiles por todo el centro de la ciudad, en los que los miembros de dichas sociedades están enmascarados y van lanzando pequeños regalos a los espectadores del desfile. Dichas sociedades también suelen organizar Baile de máscaras, de carácter formal, para los que se requiere casi siempre invitación y que suelen estar orientados a los adultos.
Mobile celebró por primera vez este carnaval en 1703, cuando los colonos franceses comenzaron las festividades en el antiguo asentamiento. La primera sociedad de carnaval comenzó en 1711, con la Boeuf Gras Society (Sociedad del buey gordo).
En 1830 Mobile's Cowbellion de Rakin Society fue la primera sociedad mística formalmente organizada y enmascarada en los Estados Unidos en celebrar un desfile. Los Cowbellions tienen su origen cuando Michael Krafft, un cultivador de algodón de Pensilvania, comenzó un desfile con rastrillos, azadas, y cencerros. Los Cowbellians introdujeron carrozas de caballos para los desfiles en 1840 con un desfile titulado "Heathen Gods and Goddesses". En 1843 se formó la Striker's Independent Society que es la más antigua que ha logrado sobrevivir en los Estados Unidos.
Los carnavales en fueron cancelados durante la guerra de Secesión. En 1866 Joe Cain revivió los desfiles del Mardi Gras disfrazándose de un jefe Chickasaw ficticio llamado Slacabamorinico, celebra el día frente a las tropas del Ejército de la Unión. En 2002 se celebró el tricentenario de Mobile con desfiles que representaron a todas las sociedades místicas de la ciudad.

### Archivos y bibliotecas
La ciudad es la sede del Museo Nacional de Archivos Afroamericanos, en el que además de archivos sobre la participación afroamericana en el Mardi Gras hay objetos auténticos de la época de la esclavitud, y retratos y biografías de famosos afroamericanos. La Universidad del Sur de Alabama alberga numeroso material de fuente primaria en relación con la historia de Mobile y del sur de los Estados Unidos, así como sobre la historia de la propia universidad, dichos archivos se encuentran en la planta baja del Spring Hill Campus y están abiertos al público en general. El Archivo Municipal contiene además datos desde su creación en 1814, cuando la ciudad era parte del Territorio del Misisipi. La mayoría de los documentos originales de la historia colonial (1702–1813) se encuentran distribuidos entre París, Londres, Sevilla y Madrid. La Biblioteca de la Sociedad Genealógica cuenta con manuscritos y materiales publicados para su uso en la investigación genealógica. El sistema de bibliotecas públicas sirve a todo el Condado de Mobile y consta de ocho sucursales distribuidas por el mismo, cuenta con su propia historia integrada en un centro próximo a la recién restaurada y ampliada Biblioteca Central Ben May de la calle Gobierno. Los archivos de San Ignacio, el Museo y biblioteca de investigación teológica contienen fuentes primarias, objetos, documentos, fotografías y publicaciones que pertenecen a la historia de la propia iglesia así como de la escuela, la historia católica en la ciudad, y la historia de la Iglesia católica.

## Demografía
| Censos   | Censos    | Censos               |
| Año      | Población | Variación porcentual |
| -------- | --------- | -------------------- |
| 1785*    | 746       | —                    |
| 1788*    | 1 468     | 96,8 %               |
| 1810     | —         | —                    |
| 1820     | 1 500     | —                    |
| 1830     | 3 194     | 112,9 %              |
| 1840     | 12 672    | 296,7 %              |
| 1850     | 20 515    | 61,9 %               |
| 1860     | 29 258    | 42,6 %               |
| 1870     | 32 034    | 296,7 %              |
| 1880     | 29 132    | 9,1 %                |
| 1890     | 31 076    | 6,7 %                |
| 1900     | 38 469    | 23,8 %               |
| 1910     | 51 521    | 33,9 %               |
| 1920     | 60 777    | 18,0 %               |
| 1930     | 68 202    | 12,2 %               |
| 1940     | 78 720    | 15,4 %               |
| 1950     | 129 009   | 63,9 %               |
| 1960     | 202 779   | 57,2 %               |
| 1970     | 190 026   | 6,3 %                |
| 1980     | 200 452   | 5,5 %                |
| 1990     | 196 278   | 2,1 %                |
| 2000     | 198 915   | 1,3 %                |
| 2010     | 195 111   | 1,9 %                |
| Fuentes: |           |                      |

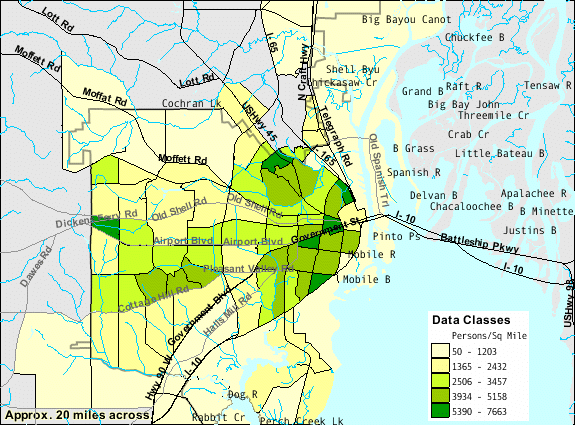
Distribución de la población por milla cuadrada.

Según el censo realizado en el año 2010 se determinó que en la ciudad viven un total de 195 111 personas. Además Mobile es el centro de la segunda área metropolitana de Alabama, el Área metropolitana de Mobile que coincide con los límites establecidos para el Condado de Mobile y que según ese mismo censo albergaba una población de 492 992 personas.
En el censo que se realizó en 2006 se indicó que había 73 097 hogares de los que 22 225 contaban con algún miembro menor de 18 años, 29 963 eran habitados por parejas que vivían juntas, 15 360 eran habitados por mujeres solteras, 3488 por varones solteros y 24 246 no eran habitados por familias. Además en 20 957 hogares habitaba un solo individuo y en 7994 uno o varios mayores de 65 años.
La distribución por razas de la ciudad era en un 48,2 % formada por blancos, 47,9 % afroamericanos, 1,8 % asiáticos, 1,2 % latinoamericanos, 0,3 % procede de las Islas del Pacífico, 0,2 % amerindios, un 0,5 % que se declaraba de otras razas y un 0,9 % de dos o más razas. La población blanca no hispana suponía el 43,9 % en 2010, frente al 65,1 % de 1980.
El tamaño medio de los hogares era de 2,59 personas y el tamaño medio de las famililas de 3,23. Los hogares compuestos por parejas del mismo sexo eran un 0,9 % del total.
La población masculina conformaba el 47,6 % del total y la femenina el 52,4 % restante, la edad media de la población es de 35,6 años. La renta media para una casa era de 37 439 dólares y para una familia de 45 217 dólares. La renta per cápita de la ciudad era de 21 612 dólares y un 21,3 de los ciudadanos y un 17,6 % de las familias se encontraban bajo el umbral de la pobreza.

## Economía
El sector aeroespacial, aceros, construcción naval, comercio minorista, servicios, construcción, medicina y fabricación, son las principales industrias en Mobile.
Después de experimentar el declive económico durante varias décadas, la economía de la ciudad comenzó a recuperarse a finales de 1980.
Entre 1993 y 2003 se crearon alrededor de 13 983 nuevos puestos de trabajo se fundaron 87 nuevas empresas y 399 empresas existentes se ampliaron.
El Departamento de Trabajo de los Estados Unidos estima la tasa de desempleo en 8,5 % para el área estadística metropolitana de Mobile, frente a una tasa desestacionalizada de 7,4 % para el estado de Alabama.
El puerto de Mobile experimentó la mayor expansión de su historia al ampliar el procesamiento y almacenamiento de contenedores en los muelles en más de 1000 %, con un costo de más de 300 millones de dólares. A partir de 2008 el puerto de Mobile fue el noveno más grande en tonelaje en los Estados Unidos.

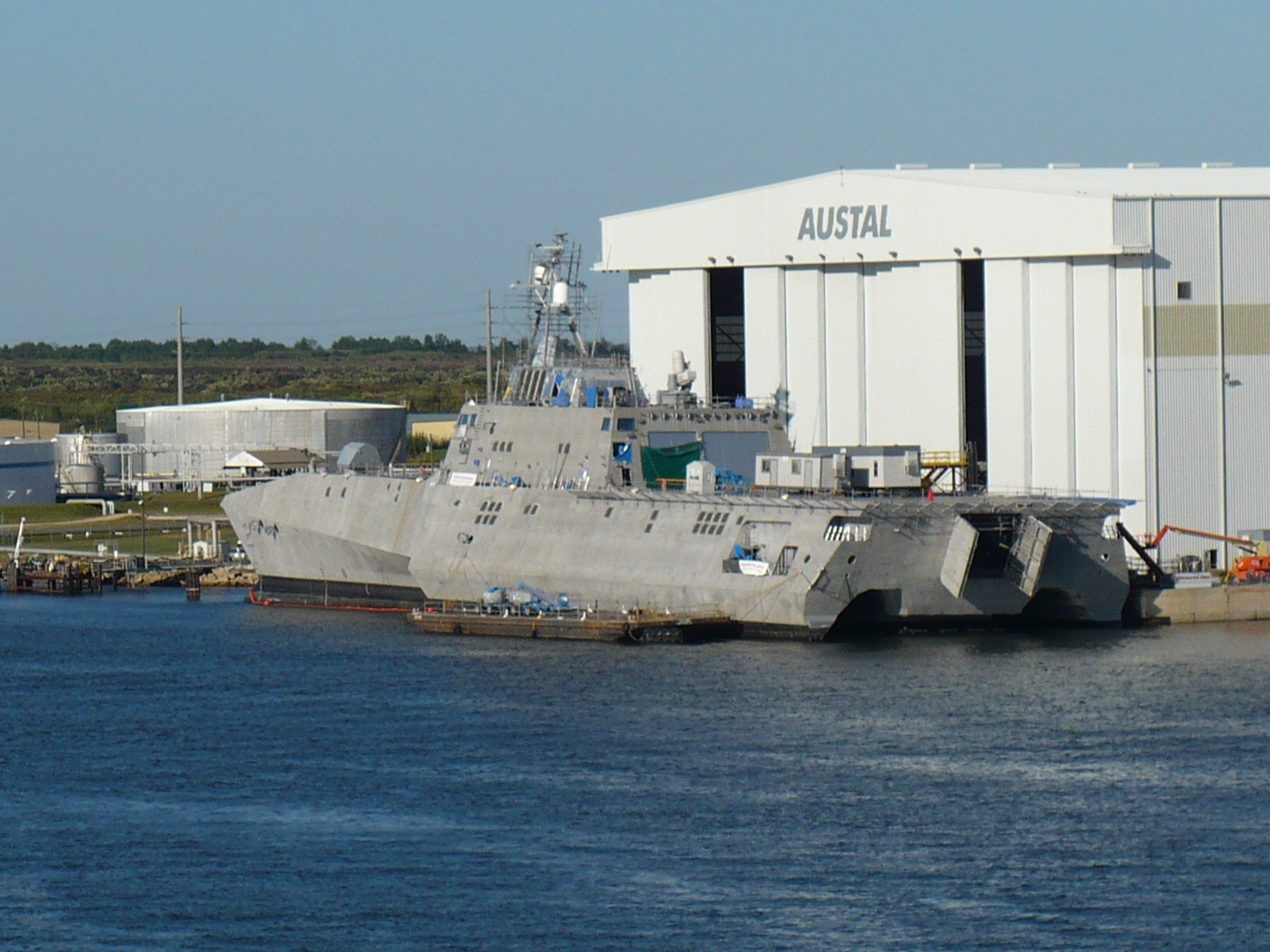
El en los astilleros Austal USA a lo largo del río Mobile.

La construcción naval comenzó a hacer una reaparición importante en Mobile con la fundación de Austal USA, filial de la compañía australiana Austal, que expandió su planta de producción para el Departamento de Defensa de los Estados Unidos y la construcción naval comercial de aluminio en Blakeley Island en 2005.
La compañía anunció en noviembre de 2010 después de ganar otro contrato de defensa que se ampliarían sus instalaciones, lo que generaría nuevos puestos de trabajo.
Atlantic Marine operó un importante astillero en el antiguo dique seco, que fue adquirido por el conglomerado británico de defensa BAE Systems en mayo de 2010 por $352 millones. La empresa continúa operando el sitio como un astillero de servicio completo, que emplea a unos 600 trabajadores.
El Brookley Aeroplex es un complejo industrial y aeropuerto situado 5 km al sur del distrito central de negocios de la ciudad. Actualmente es el mayor complejo industrial y de transporte en la región, con más de 70 empresas, muchas de las cuales son del sector aeroespacial.
Los planes para una planta de ensamblaje de aviones fueron anunciados oficialmente el CEO de Airbus Fabrice Brégier el 2 de julio de 2012.
Los planes incluyen una fábrica de $600 millones en el Aeroplex Brookley para el montaje del A319, A320 y A321, todos parte de la familia Airbus A320 la cual podría emplear hasta 1000 trabajadores a tiempo completo. La construcción está programada para comenzar en 2013 y estará operativa en 2015 con una producción de hasta 50 aviones por año en 2017. La planta de montaje es la primera fábrica que la compañía construirá dentro de los Estados Unidos.
El conglomerado tecnológico alemán ThyssenKrupp, comenzó en 2007 la construcción de instalaciones de procesamiento combinado de acero inoxidable y al carbono en Calvert, pocos kilómetros al norte de Mobile. Fue proyectado originalmente para emplear a 2700 trabajadores. La planta entró en funcionamiento en julio de 2010.
La empresa puso a la venta tanto su planta de carbón en Calvert, como su unidad desbastes de acero en Río de Janeiro, citando el aumento de los costos de producción y la caída mundial de la demanda. La parte de acero inoxidable de la planta de Calvert fue vendida a la empresa finlandesa Outokumpu en 2012.

### Principales empleadores
De acuerdo al Comprehensive Annual Financial Report, los principales empleadores de la ciudad durante el año 2011 fueron:
| Posición | Empleador                                          | Número de empleados | Porcentaje del empleo total |
| -------- | -------------------------------------------------- | ------------------- | --------------------------- |
| 1        | Sistema de Escuelas Públicas del Condado de Mobile | 7,795               | 4.58 %                      |
| 2        | Infirmary Health Systems                           | 5,460               | 3.21 %                      |
| 3        | Universidad del Sur de Alabama                     | 5,300               | 3.12 %                      |
| 4        | Walmart                                            | 2,920               | 1.72 %                      |
| 5        | Austal USA                                         | 2,500               | 1.47 %                      |
| 6        | Providence Hospital                                | 2,350               | 1.38 %                      |
| 7        | City of Mobile                                     | 2,100               | 1.23 %                      |
| 8        | ST Aerospace Mobile                                | 1,500               | 0.88 %                      |
| 9        | Condado de Mobile                                  | 1,460               | 0.86 %                      |
| 10       | Springhill Medical Center                          | 1,320               | 0.78 %                      |

## Transporte
La ciudad se sirve del Aeropuerto Regional de Mobile, con conexiones directas a los cinco aeropuertos principales: Charlotte, Dallas, Atlanta, Houston y Memphis. Es servido por American Eagle Airlines, Continental Express, Delta Connection y US Airways Express. El aeropuerto central de Mobile sirve para carga corporativa y aviones privados.
Mobile cuenta con cuatro ferrocarriles de Clase I, incluyendo el Canadian National Railway, CSX Transportation, Kansas City Southern Lines y el Norfolk Southern Railway. El Alabama and Gulf Coast Railway es un ferrocarril de Clase III, con enlaces móviles a la Burlington Northern Santa Fe en Amory, Misisipi. Estos convergen en el puerto de Mobile que ofrece transporte intermodal de mercancías y servicios a las empresas dedicadas a la importación y exportación.
Otros ferrocarriles incluyen el CG Railway, un servicio de barco ferrocarril a Coatzacoalcos, Veracruz.
La ciudad fue servida por Amtrak hasta 2005, cuando el servicio fue suspendido debido a los efectos del Huracán Katrina.

## Educación
El Sistema de Escuelas Públicas del Condado de Mobile gestiona las escuelas públicas.

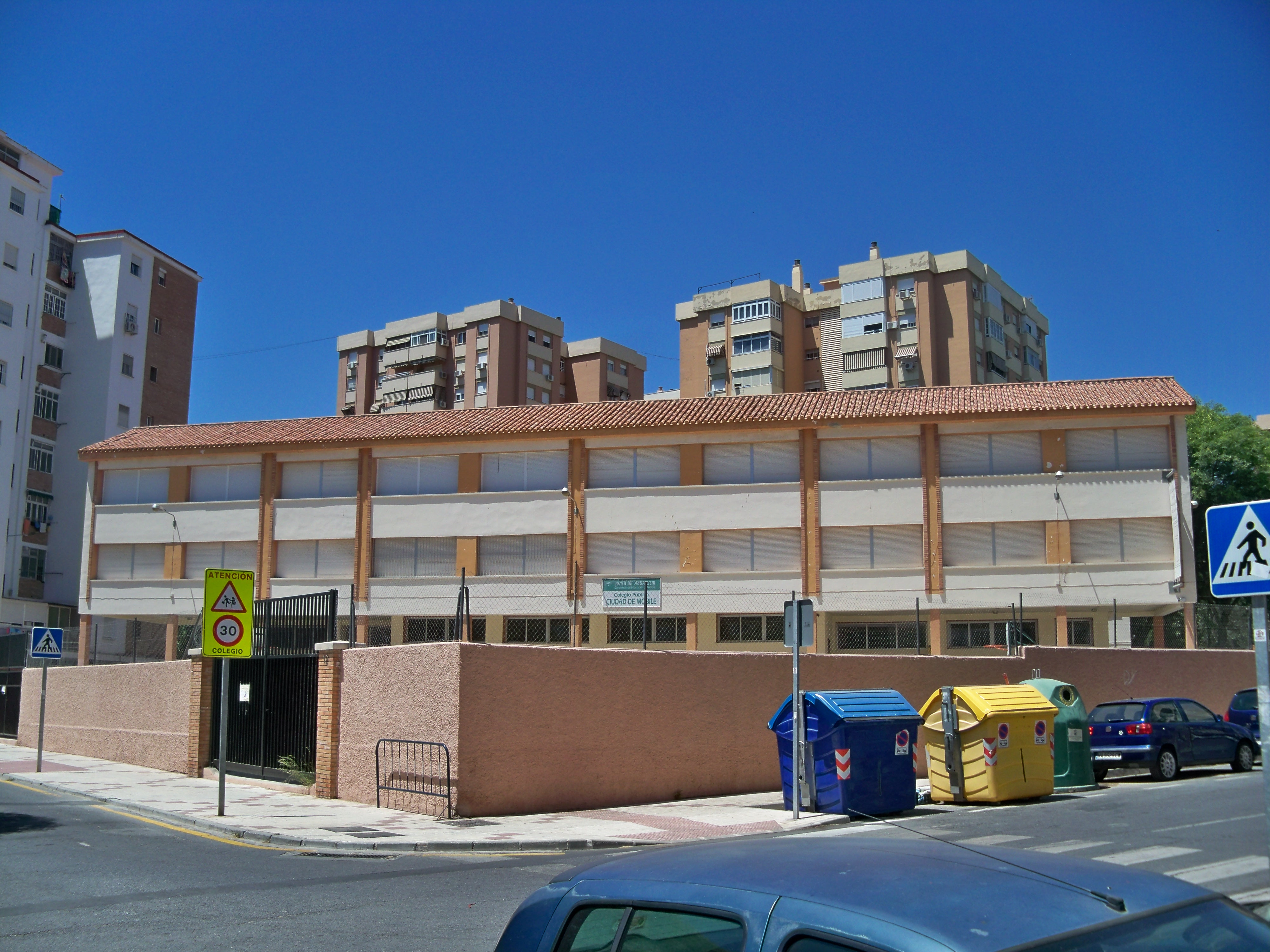
Colegio Ciudad de Mobile, en Málaga.

Cabe mencionar que en la ciudad de Málaga perteneciente a la provincia del mismo nombre dentro de Andalucía, España se encuentra el colegio público Ciudad de Mobile, el nombre de tal institución se le otorgó en un acto institucional de amistad entre autoridades de la Ciudad de Málaga y la Ciudad de Mobile en la que ambas partes nombraron colegios en sus ciudades con los respectivos nombres.

## Personas destacadas
- Eugenne Sledge (1923-2001) biólogo, veterano de la Segunda Guerra Mundial en el Pacífico.
- Hank Aaron (1934-2021), jugador de béisbol.
- Allan Nairn (1956- ), periodista de información.
- DeMarcus Cousins (1990- ), jugador de baloncesto.

## Ciudades hermanadas
La ciudad tiene 16 hermanamientos:
- Ariel, Israel.
- Bolinao, Filipinas.
- Cockburn, Australia.
- Constanta, Rumania.
- Gaeta, Italia.
- La Habana, Cuba.
- Heze, China.
- Ichihara, Japón.
- Katowice, Polonia.
- King Shaka, Sudáfrica.
- Košice, Eslovaquia.
- Pyeongtaek, Corea del Sur.
- Tianjin, China.
- Veracruz, México[113]
- Worms, Alemania.
- San Francisco de Campeche, México
- Maracaibo, Venezuela

Además tiene pendiente los acuerdos de hermanamiento con:
- Liverpool, Reino Unido.
- Bursa, Turquía.

Anteriores hermanamientos:
- Heliópolis, Egipto.
- Pau, Francia.
- Puerto Barrios, Guatemala.
- Zakynthos, Grecia.
- Rostov del Don, Rusia.
- Málaga, España.
- Kaohsiung, Taiwán.
- Bristol, Reino Unido.